# Макитани
Макитани је насељено мјесто у Босни и Херцеговини у општини Доњи Вакуф које административно припада Федерацији Босне и Херцеговине. Према попису становништва из 1991. у насељу је живјело 167 становника.

## Географија
По последњем службеном попису становништва из 1991. године, у насељу Макитани живело је 167 становника. Становници су претежно били Срби.

## Становништво
| Националност | 1991.        | 1981. | 1971. |
| Срби         | 162 (97,01%) |       |       |
| Муслимани    | 5 (2,99%)    |       |       |
| Укупно       | 167          |       |       |